# بيروفات كربوكسيلاز
بيروفات كربوكسيلاز (ملاحظة 1) هو إنزيم من إنزيمات الليغاز ويقوم بتحفيز تفاعل إضافة كربوكسيل (كرسلة) البيروفات في الوسط الحيوي ليشكل حمض الأكسالوأسيتيك؛ وهو تفاعل تعويضي مهم في التخليق الحيوي للغلوكوز في الجسم.
اكتشف هذا الإنزيم لأول مرة سنة 1959 من مجموعة بحث علمي في جامعة كيس وسترن ريسرف. يؤدي نقص (عوز) هذا الإنزيم إلى تراكم حمض اللبنيك في الدم.